# Língua bunun
A língua Bunun (chinês 布農語) é falada pelo povo Bunun de Taiwan. É um idioma Formosano, de uma das divisões geográficas daslínguas austronésias, sendo subdividido em cinco dialetos: Isbukun, Takbunuaz, Takivatan, Takibaka e Takituduh. Isbukun, o dialeto dominante, é falado no sul de Takbunuaz e Takivatan são falados principalmente no centro da ilha, sendo que Takibaka e são falados no norte do país. Um sexto dialeto, o Takipulan, se extinguiu nos anos 70.
Os Saaroa e Kanakanabu, dois grupos minoritários menores que compartilham o território com um grupo Isbukun Bunun, também adotaram Bunun como seu vernáculo.

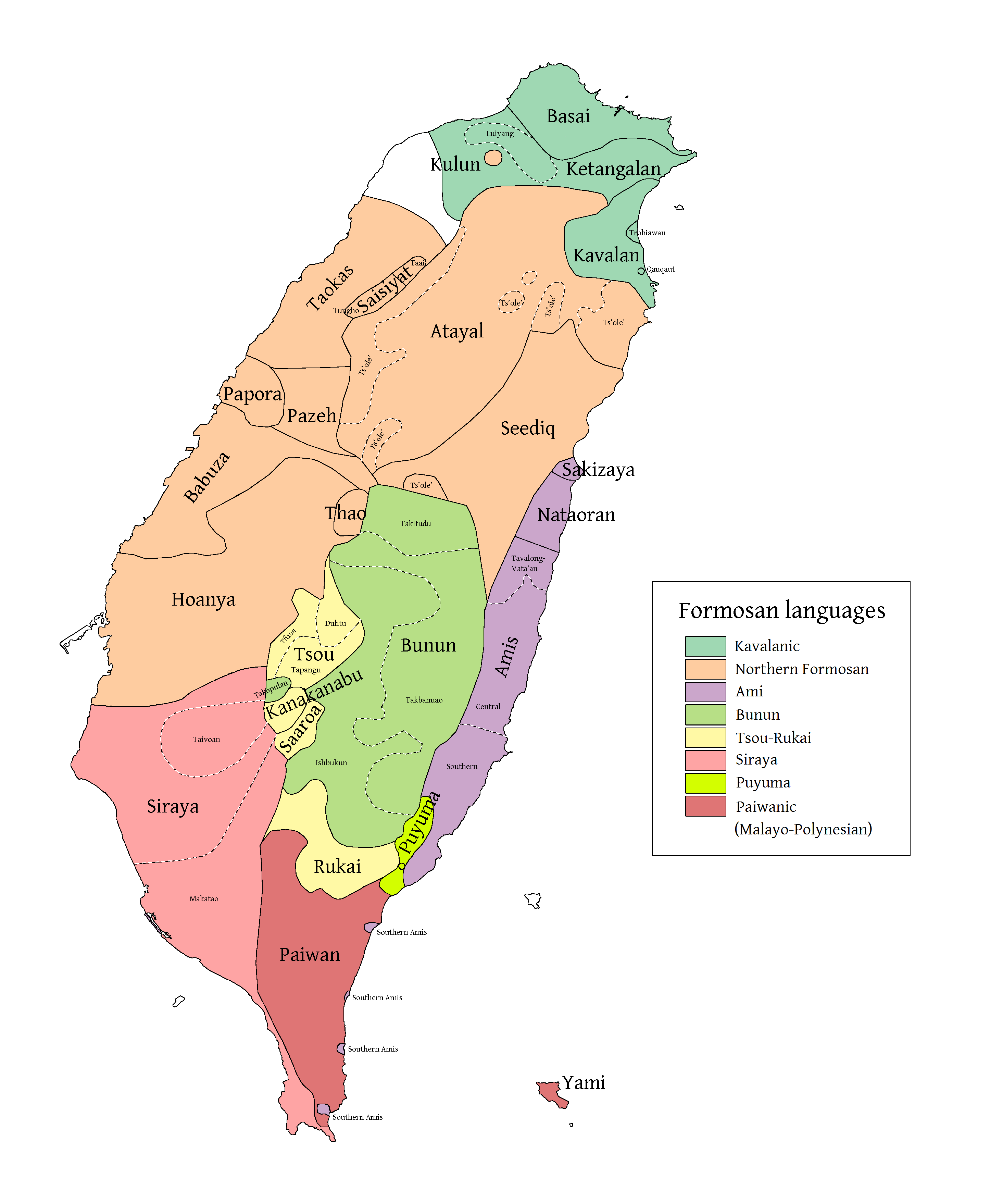
Bunun (verde médio - centro)

## Dialetos
Li (1988) divide os dialetos Bunun em 3 ramos principais:; Norte, Cebtral e Isbukun (também classificado como Bunun Sul). Isbukun, o dialeto de prestígio, também é o dialeto mais divergente. Os dialetos mais conservadores são falados no norte.
- Proto-Bunun
  - Isbukun
  - Norte-Central
    - Norte
      - Takituduh
      - Takibakha

    - Central
      - Takbanuað
      - Takivatan

Bunun foi originalmente falado no e ao redor do município de Sinyi (Xinyi, 信義 鄉) em Nantou (De Busser 2009: 63). A partir do século XVII, o povo Bunun se expandiu para o sul e para o leste, absorvendo outros grupos étnicos como Saaroa, Kanakanabu e Thao. Bunun é falado em numa área que se estende de Ren-a] (仁愛 鄉) em Nantou ao norte para Yanping] (延平 鄉) em Taitung]] no sul. Isbukun é distribuído por Nantou, Taitung e [Kaohsiung. Takbanuað é falado em Nantou e no sul em Hualien County. Takivatan é falado em Nantou e Hualien central. Takituduh e Takibakha são falados em Nantou.

## Fonologia
Notas ortoráficas:
- /ɓ ɗ/ são geralmente representados como ⟨b⟩, ⟨d⟩.
- /ð/ é representado como ⟨z⟩, /ŋ/ como ⟨ng⟩, /ʔ/ como ⟨'⟩ e /dʒ/ como ⟨j⟩.

Notes:
- As semivogais /j w/ existem, mas são derivadas das vogais subjacentes /i u/ para atender aos requisitos de que as sílabas devem ter consoantes de início. Portanto, elas não fazem parte do inventário consoante.
- A fricativa dental /ð/ é em verdade a interdental (/ð̟/).
- No dialeto Isbukun, /χ/ ocorre frequentemente na posição final ou pós-consoante e /h/ na posição inicial e intervocálica, enquanto outros dialetos têm /q/ nessas ambas posições.
- Enquanto Isbukun perde as oclusivas glotais intervocálicas, (/ʔ/) encontradas em outros dialetos, /ʔ/ também ocorre onde /h/ ocorre em outros dialetos. (Exemplo, a palavra Isbukun [mapais] (amargo) é [mapa?is] em outros dialetos; a palavra Isbukun [luʔum] (nuvem) é [luhum] em outros dialetos.)*A alveolar africada /dʒ/ ocorre na variedade Taitung de Isbukun, geralmente representada em outros dialetos como  / t /. [2]

### Consoantes
|             | Bilabial | Bilabial | Labio- dental | Labio- dental | Dental | Dental | Alveolar | Alveolar | Velar | Velar | Uvular | Uvular | Glotal | Glotal |
| ----------- | -------- | -------- | ------------- | ------------- | ------ | ------ | -------- | -------- | ----- | ----- | ------ | ------ | ------ | ------ |
| Plosiva     | p        |          |               |               |        |        | t        |          | k     |       | q      |        | ʔ      |        |
| Implosiva   |          | ɓ        |               |               |        |        |          | ɗ        |       |       |        |        |        |        |
| Fricativa   |          |          |               | v             |        | ð      | s        |          |       |       | χ      |        | h      |        |
| Nasal       |          | m        |               |               |        |        |          | n        |       | ŋ     |        |        |        |        |
| Aproximante |          |          |               |               |        |        |          | l        |       |       |        |        |        |        |

### Vogais
|         | Anterior | Central | Posterior |
| ------- | -------- | ------- | --------- |
| Fechada | i        |         | u         |
| Medial  | e        |         |           |
| Aberta  |          | a       |           |

Nota:
- /e/ não ocorre em Isbukun.

## Amostra de texto
Pai Nosso
Inaam tu tama sia dihanin, mahtuag suu a gaan atumas-haigun, mahtuag a kasu kunastutin min-ugti, mahtuag suu a iniliskinan kpaimaupaun mas bunun nastutin, masd'ag isia dihhanin. saivavag kaimin aip mas nakanun mad'ami. pinukaavag inaam a inulivaan. masd'ag mad'ami tu mapin-uka mas itu duma bunun tu inulivaan. katu punsainun kaimin sia kuag, sidagkad'avag kaimin sia hanitu, aupa kasu hai taimi-dalah, taimi-tamsad', taimi-taishag sau habashabas. amin.